# Gabarnaudia fimicola
Gabarnaudia fimicola är en svampart som beskrevs av Samson & W. Gams 1974. Gabarnaudia fimicola ingår i släktet Gabarnaudia och familjen Ceratocystidaceae.   Inga underarter finns listade i Catalogue of Life.